# 연북정
연북정(戀北亭)은 대한민국 제주특별자치도 제주시 조천읍에 있는, 조선 시대의 정자이다.

## 개요
바닷가 평지에 자리잡고 있는 정자로 조선 선조 23년(1590)에 조천관 건물을 새로 지은 후 쌍벽정이라 하였다가 선조 32년(1599)에 건물을 보수하고 이름을 연북정으로 고쳤다. ‘연북’이라는 정자의 이름은 제주도로 유배 온 사람들이 한양의 기쁜 소식을 기다리면서 북쪽에 계시는 임금을 사모한다는 충정의 뜻을 담고 있다.
앞면 3칸·옆면 2칸의 지붕은 옆면이 여덟 팔(八)자 모양을 한 팔작지붕이다. 사람의 키보다 훨씬 높게 축대를 쌓고 다진 기단 위에 세웠다. 축대의 북쪽으로 둘러싼 타원형 성곽의 모양과 크기가 옹성과 비슷한 것으로 보아 망을 보기 위한 망대의 용도로 지은 것이라 추측한다. 기둥의 배열과 건축재료의 배열방법은 모두 제주도 주택과 비슷하다.

## 현지 안내문
연북정은 유배되어 온 사람들이 제주의 관문인 이곳에서 한양의 기쁜 소식을 기다리면서 북녘의 임금에 대한 사모의 충정을 보낸다 하여 붙인 이름이라 한다.
연북정은 망루의 목적을 하는 군사적 시설물이므로, 유배되어 온 죄인들이 갈 수 없는 곳이다. 따라서 한양에서 해배(유배를 풀다)를 기다리는 것이 아니라, 제주에 파견된 관리들이 중앙정부 즉, 임금에게 드러낸 충성심에서 연북(북쪽 즉 임금을 그리워 하다)라고 이름을 지었다는 설이 올바르다.
문헌 기록에 의하면 1590년(선조 23) 당시의 조천관을 중창하여 쌍벽정이라 칭하였다가 1599년(선조 32)에 다시 건물을 고쳐서 연북정이라 개칭하였다.
건물은 네모꼴에 가깝고 높이 14척의 축대 위에 동남쪽을 향해 세워져 있다. 축대의 북쪽으로는 타원형의 성곽이 둘러 쌓여 있다. 이곳의 모양과 크기가 옹성과 비슷한 것으로 미루어 보아 연북정은 망루의 용도로 지어졌을 듯 싶다.

## 같이 보기
- 조천진성
- 조천항

## 참고 자료
- 위키미디어 공용에 연북정 관련 미디어 분류가 있습니다.
- 연북정 - 국가유산청 국가유산포털